# Ourouer-les-Bourdelins
Ourouer-les-Bourdelins ist eine französische Gemeinde mit 605 Einwohnern (Stand: 1. Januar 2022) im Département Cher in der Region Centre-Val de Loire; sie gehört zum Arrondissement Saint-Amand-Montrond und zum Kanton La Guerche-sur-l’Aubois.

## Geographie
Ourouer-les-Bourdelins liegt etwa 34 Kilometer südöstlich von Bourges am Airin, der die nordwestliche Gemeindegrenze bildet. Umgeben wird Ourouer-les-Bourdelins von den Nachbargemeinden Flavigny im Norden, Croisy im Osten, Germigny-l’Exempt im Osten und Südosten, Vereaux im Südosten, Charly im Süden und Westen sowie Cornusse im Westen und Nordwesten.

## Bevölkerungsentwicklung
| Jahr                       | 1962 | 1968 | 1975 | 1982 | 1990 | 1999 | 2006 | 2019 |
| -------------------------- | ---- | ---- | ---- | ---- | ---- | ---- | ---- | ---- |
| Einwohner                  | 925  | 893  | 813  | 758  | 740  | 667  | 645  | 614  |
| Quellen: Cassini und INSEE |      |      |      |      |      |      |      |      |

## Sehenswürdigkeiten
- Kirche Saint-Christophe aus dem 12. Jahrhundert

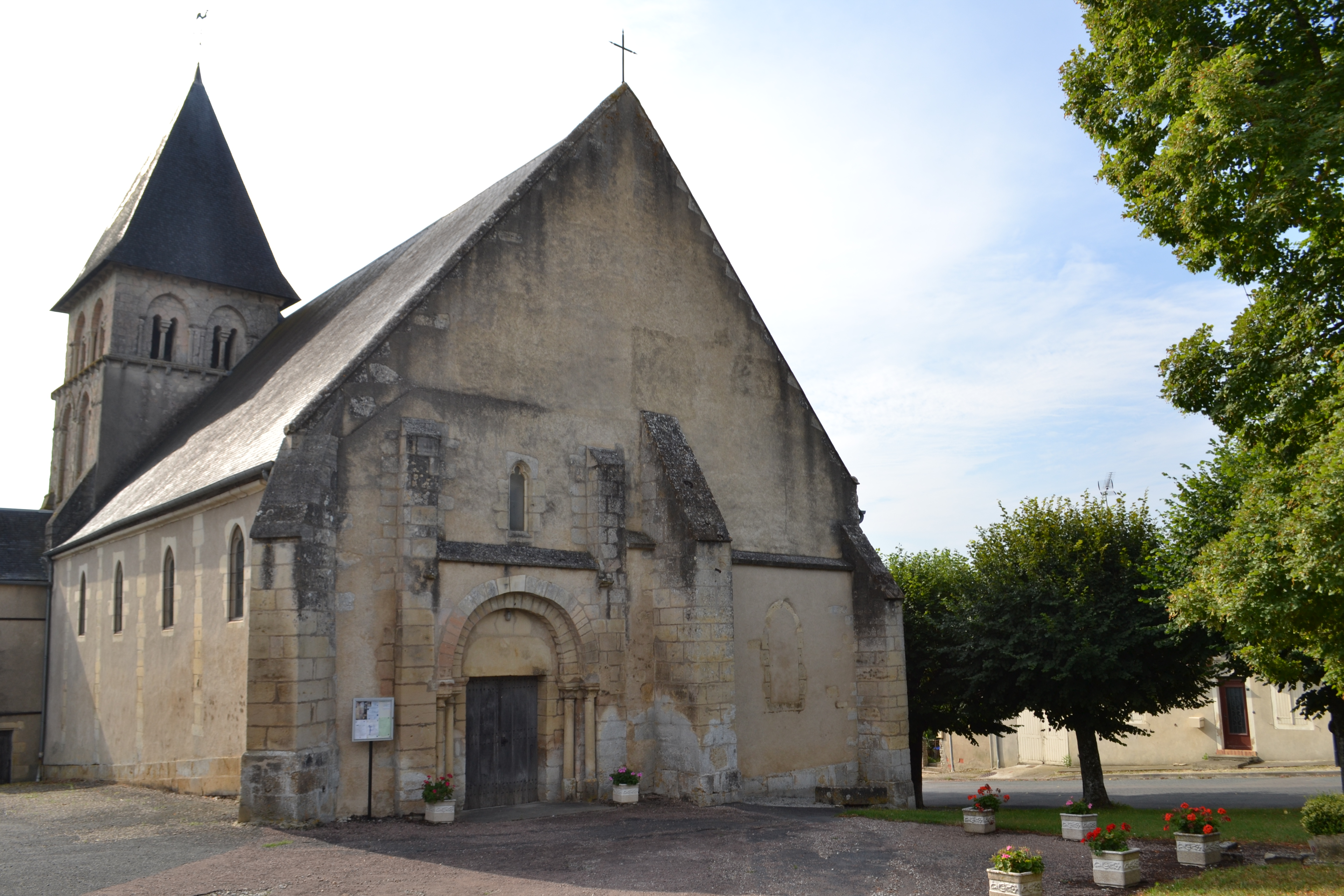
Kirche Saint-Christophe

- Schloss aus dem 15. Jahrhundert